# Institut de radioastronomie millimétrique

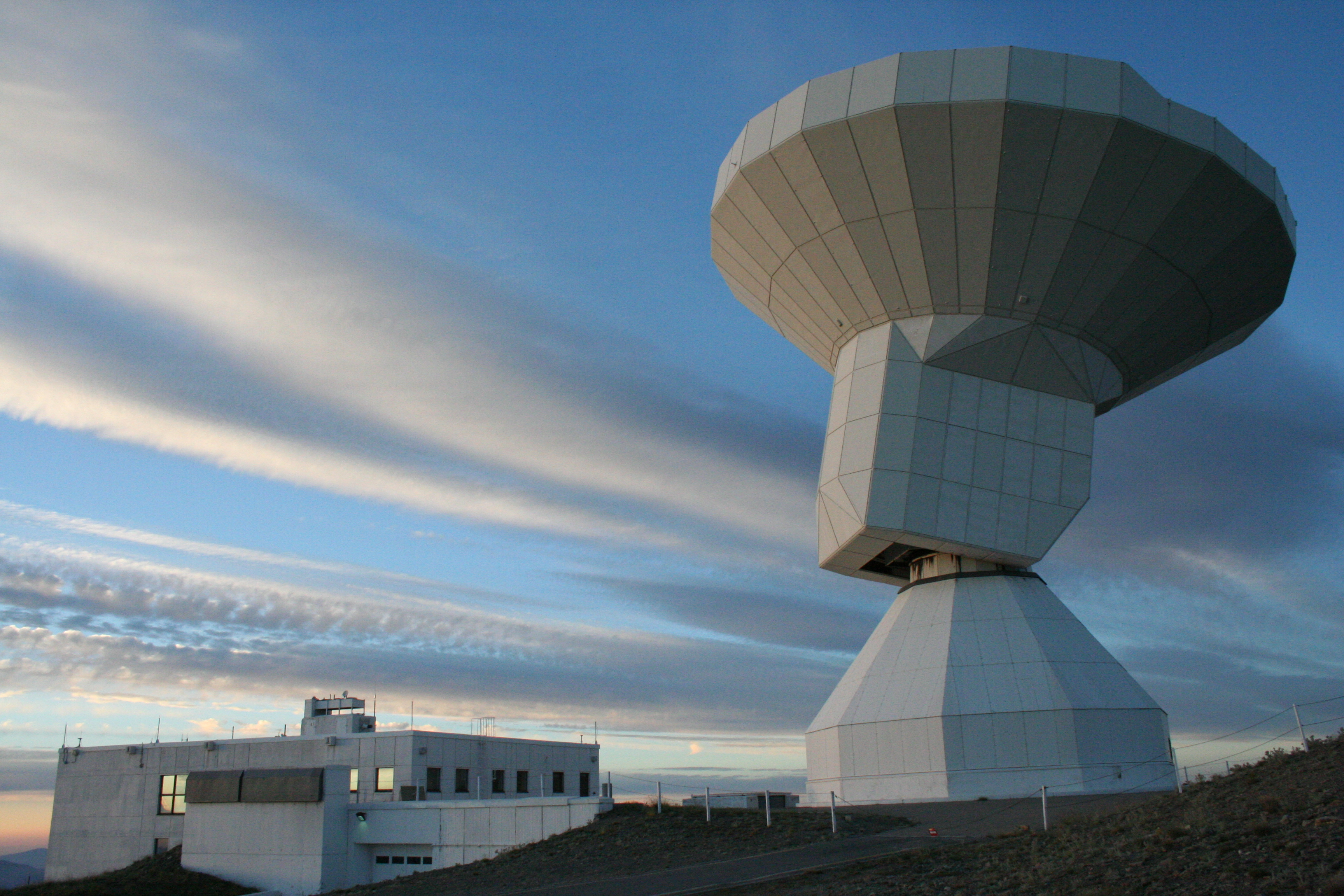
Radiotelescopio IRAM in Sierra Nevada

L'Institut de radioastronomie millimétrique (o Istituto di radioastronomia millimetrico, abbreviato in IRAM) è un istituto di ricerca che si occupa di indagare l'origine e l'evoluzione dell'universo attraverso la sua esplorazione tramite radioastronomia millimetrica. Ad esso partecipano più di 120 scienziati, ingegneri, tecnici e personale amministrativo.

## Storia

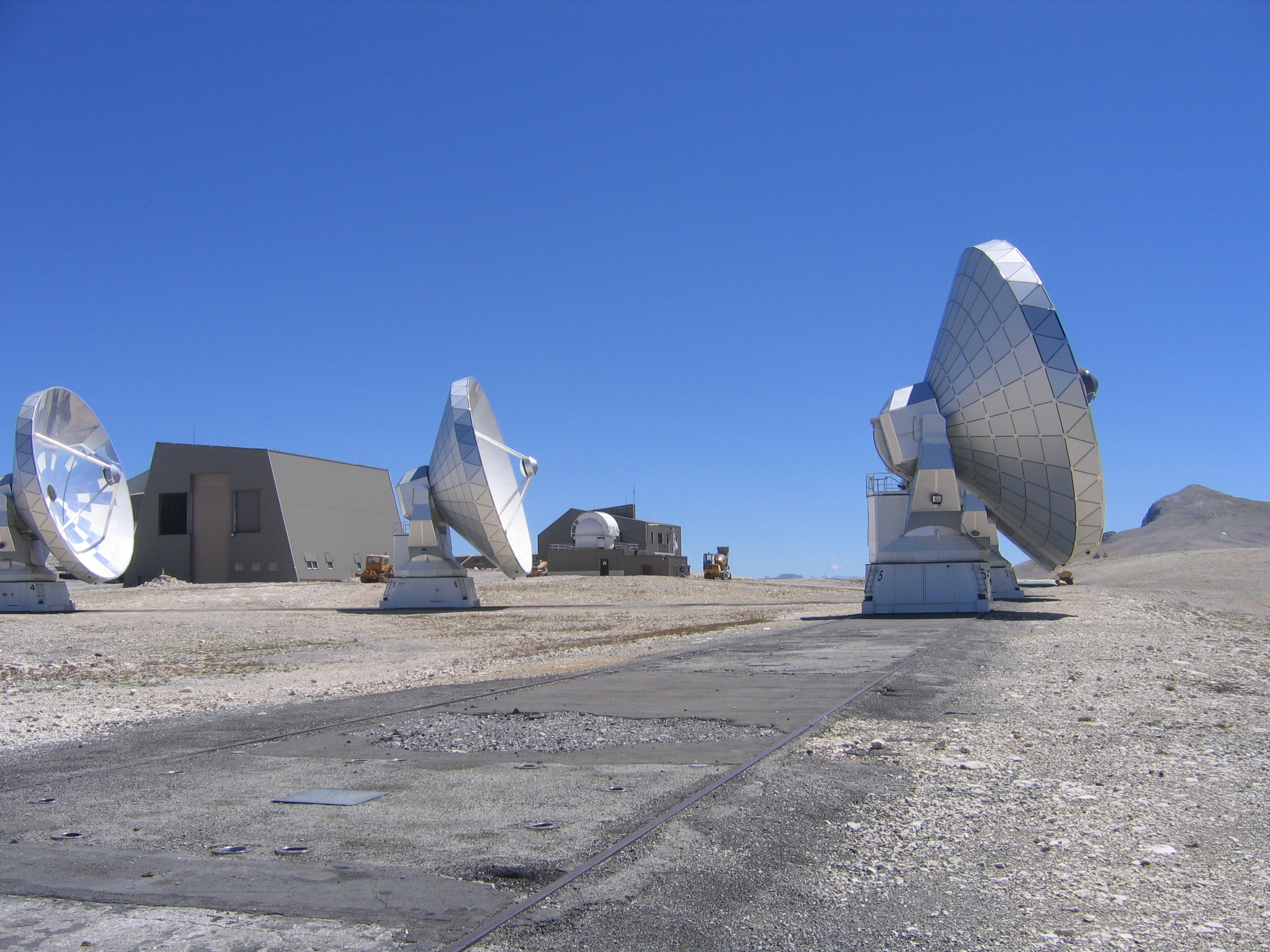
antenna-interferometro del Plateau de Bure

L'IRAM è stato fondato nel 1979 è lavora come una collaborazione franco-ispano-tedesca. Gli istituti partner sono il CNRS per la Francia, il Max Planck Institute per la Germania e l'Instituto Geográfico Nacional spagnolo. Nel 2007 un radiotelescopio IRAM ha rilevato tracce di propano nel gas interstellare.

## Attività
La principale attività dell'IRAM è lo studio per lo più della materia fredda (gas e polvere interstellare molecolare) nel sistema solare, e nella Via Lattea, e altre galassie a distanze cosmologiche, per determinarne la loro composizione, parametri fisici e la loro storia.

### Radiotelescopi
IRAM gestisce due osservatori per la radioastronomia ad onde lunghe millimetriche, che sono aperte alla comunità astronomica internazionale: il radiotelescopio di Pico Velata situato sul monte omonimo (2850 m) nella Sierra Nevada spagnola in Andalusia e la rete NOEMA (Northern Extended Millimeter Array) costituita da sei antenne paraboloidi configurate in modalità interferometrica situata in Plateau de Bure (2550 m) nelle alpi francesi. Si trova ad altezze elevate per ridurre l'assorbimento del vapore acqueo. Gli osservatori sono supportati dagli uffici dell'IRAM e dai laboratori di Granada e Grenoble.

## Ricerca e risultati scientifici
- Ad agosto 2020 sono stati pubblicati i risultati di una ricerca osservativa che avrebbe scoperto tracce di Idrossilammina nella nube molecolare G+0.693-0.027, situata nel centro della Via Lattea a circa 30.000 anni luce dalla Terra. Il composto è ritenuto uno dei più importanti precursori dei ribonucleotidi di Rna.[3]